# Диего Кариока
Дие́го Си́лва Насиме́нту Са́нтос (порт.-браз. Diego Silva Nascimento Santos; род. 6 февраля 1998, Нитерой, Рио-де-Жанейро), также известный как Дие́го Карио́ка (порт.-браз. Diego Carioca) — бразильский футболист, полузащитник клуба «Чадормалу».

## Биография
На молодёжном уровне выступал за бразильские команды «Айморе» и «Гремио». В 2018 году стал игроком основного состава «Айморе», вместе с которым стал серебряным призёром второго дивизиона штата Риу-Гранди-ду-Сул и вышел в Лигу Гаушу. Затем непродолжительное время выступал за «Лажеаденсе».
Летом 2019 года находился на просмотре в белорусском «Витебске», с которым в итоге 9 июля подписал контракт. 21 июля дебютировал в чемпионате Белоруссии, выйдя на замену на 57-й минуте матча с «Минском».
В июле 2021 года подписал трёхлетний контракт с украинским клубом «Колос» из Ковалёвки.
В марте 2022 года отправился в аренду в польскую «Ягеллонию».

## Клубная статистика
| Выступление      | Выступление      | Выступление      | Лига | Лига | Кубки | Кубки | Конт. кубки | Конт. кубки | Итого | Итого |
| Клуб             | Лига             | Сезон            | Игры | Голы | Игры  | Голы  | Игры        | Голы        | Игры  | Голы  |
| ---------------- | ---------------- | ---------------- | ---- | ---- | ----- | ----- | ----------- | ----------- | ----- | ----- |
| Витебск          | Высшая лига      | 2019             | 15   | 0    | 1     | 0     | 0           | 0           | 16    | 0     |
| Витебск          | Высшая лига      | 2020             | 7    | 0    | 0     | 0     | 0           | 0           | 7     | 0     |
| Витебск          | Итого            | Итого            | 22   | 0    | 1     | 0     | 0           | 0           | 23    | 0     |
| Всего за карьеру | Всего за карьеру | Всего за карьеру | 22   | 0    | 1     | 0     | 0           | 0           | 23    | 0     |